# Oriental (1997–2015)
Oriental (arabisch الجهة الشرقية, Tamazight: ⵜⴰⴳⵎⵓⴹⴰⵏⵜ) war eine der 16 Regionen Marokkos, deren Territorium mit der Verwaltungsreform im Jahr 2015 neu organisiert wurde. Die Region lag im Nordosten des Königreichs. Im Gebiet von Oriental lebten 2004 1.918.094 Menschen auf einer Fläche von 82.900 km². Die Einwohnerzahl stieg bis 2014 auf 2.314.346. Die Hauptstadt der Region war Oujda.
Die Region bestand aus folgenden Provinzen:
- Berkane
- Figuig
- Jerada
- Nador
- Oujda-Angad
- Taourirt